# Maďarsko na Letních olympijských hrách 2004
Maďarsko na Letních olympijských hrách v roce 2004 reprezentovala výprava 209 sportovců (119 mužů a 90 žen) v 20 sportech.

## Medailisté
| Medaile | Jméno | Sport             | Soutěž                      |
| ------- | --- | ----------------- | --------------------------- |
| Zlato   | Gábor Horváth Zoltán Kammerer Botond Storcz Ákos Vereckei | Kanoistika        | Muži K-4 1000 m             |
| Zlato   | Natasa Janicsová | Kanoistika        | Ženy K-1 500 m              |
| Zlato   | Katalin Kovácsová Natasa Janicsová | Kanoistika        | Ženy K-2 500 m              |
| Zlato   | Tímea Nagyová | Šerm              | Ženy kord - jednotlivci     |
| Zlato   | Zsuzsanna Vörös | Moderní pětiboj   | Ženy                        |
| Zlato   | Diána Igalyová | Sportovní střelba | Ženy skeet                  |
| Zlato   | Tibor Benedek Péter Biros Rajmund Fodor István Gergely Tamás Kásás Gergely Kiss Norbert Madaras Tamás Molnár Ádám Steinmetz Barnabás Steinmetz Zoltán Szécsi Tamás Varga Attila Vári | Vodní pólo        | Turnaj mužů                 |
| Zlato   | István Majoros | Zápas             | muži, řecko-římský do 55 kg |
| Stříbro | Zoltán Kővágó | Atletika          | muži hod diskem             |
| Stříbro | Kinga Bóta Katalin Kovács Szilvia Szabó Erzsébet Viski | Kanoistika        | Ženy K-4 500 m              |
| Stříbro | Zsolt Nemcsik | Šerm              | Muži šavle - jednotlivci    |
| Stříbro | Gábor Boczkó Iván Kovács Krisztián Kulcsár Géza Imre | Šerm              | Družstvo mužů kord          |
| Stříbro | Dániel Gyurta | Plavání           | Muži 200 m prsa             |
| Stříbro | Eszter Krutzler | Vzpírání          | Ženy 69 kg                  |
| Bronz   | Attila Vajda | Kanoistika        | Muži C-1 1000 m             |
| Bronz   | György Kolonics György Kozmann | Kanoistika        | Muži C-2 1000 m             |
| Bronz   | László Cseh | Plavání           | Muži 400 m polohový závod   |